# 탕가로이
탕가로이(Tungaloy Corporation, タンガロイグループ)는 세계에서 5위 규모의 절삭공구 생산업체로, 2008년 세계 2위의 금속재벌 IMC그룹에 인수되었다.

## 역사
1929년, 도쿄전력공사(Tokyo Electric Co.)와 시바우라제작소(Shibaura Engineering Works Co.)는 일본 최초로 초합금 발전에 성공하여 이듬해부터 탕가로이(Tungaloy)라는 품명으로 사업을 시작했다. 이후 이 두 회사는 합병하여 "도쿄 시바우라 전기회사"(오늘날의 도시바)로 명칭을 변경하였다. 1950년, 도시바로부터 독립하면서 사명을 "도시바 탕가로이"로 변경하였으며, 이후 탕가로이 큐슈, 탕가로이 정공, 탕가로이 유럽 등의 계열사와 공장을 설립하면서 성장하였다. 2004년, 도시바그룹으로부터 독립, 사명을 탕가로이로 변경하였다.

## 모기업 변경
2008년 9월 20일, 세계 2위의 절삭공구그룹 IMC는 Nomura Principal Finance로부터 탕가로이의 지분 71.2%를 매입, 지분 100%를 소유하게 되었다.

## 자회사
탕가로이는 미국, 멕시코, 독일, 프랑스, 이탈리아, 중국, 한국, 러시아, 싱가포르, 인도, 호주 등 세계 각지에 자회사를 두고 있다.

## 같이 보기
- IMC그룹
- 버크셔 해서웨이
- 워렌 버핏